# Speak English or Die
Speak English or Die là album phòng thu đầu tay của ban nhạc crossover thrash Stormtroopers of Death (S.O.D.), phát hành năm 1985. Sau khi Anthrax nên các thành viên Scott Ian và Charlie Benante mời vài người bạn, luyện tập vài bài hát, và thu âm album trong vòng một tuần.
Album được tái phát hành bởi Megaforce vào tháng 8 năm 1995 và tháng 2 năm 2000. Speak English or Die đã bán được hơn một triệu bản trên toàn cầu. Album này gây ra vài tranh luận do phần lời có ý phân biệt chủng tộc. Dan Lilker phát biểu,"Phần lời chưa bao giờ được viết một cách nghiêm túc, mà chỉ để chọc giận mọi người thôi."

## Tiếp nhận
| Đánh giá chuyên môn | Đánh giá chuyên môn |
| Nguồn đánh giá      | Nguồn đánh giá      |
| Nguồn               | Đánh giá            |
| ------------------- | ------------------- |
| Allmusic            | [ 3 ]               |
| Punk News           | [ 4 ]               |
| Ultimate Guitar     | [ 5 ]               |
| Sputnik Music       | [ 6 ]               |
| Metal Archives      | [ 7 ]               |

Speak English or Die nhận được những đánh giá tích cực và thường được xem là một trong các album crossover thrash nhiều ảnh hưởng nhất. Allmusic cho album 4.5 trên 5 và viết, "Speak English or Die của S.O.D. là đĩa nhạc quạn trong nhất trong việc kết hợp hardcore punk với thrash và speed metal".
Tháng 8 năm 2014, Revolver cho Speak English or Die vào danh sách "14 Thrash Albums You Need to Own".

## Danh sách ca khúc
Tất cả nhạc phẩm được sáng tác bởi S.O.D.
1. "March of the S.O.D." – 1:27
2. "Sargent D and the S.O.D." – 2:23
3. "Kill Yourself" – 2:11
4. "Milano Mosh" – 1:32
5. "Speak English or Die" – 2:24
6. "United Forces" – 1:53
7. "Chromatic Death" – 0:43
8. "Pi Alpha Nu" – 1:09
9. "Anti-Procrastination Song" – 0:06
10. "What's that Noise" – 1:00
11. "Freddy Krueger" – 2:32
12. "Milk" – 1:54
13. "Pre-Menstrual Princess Blues" – 1:20
14. "Pussy Whipped" – 2:14
15. "Fist Banging Mania" – 2:04
16. "No Turning Back" – 0:52
17. "Fuck the Middle East" – 0:27
18. "Douche Crew" – 1:35
19. "Hey Gordy!" – 0:07
20. "Ballad of Jimi Hendrix" – 0:05
21. "Diamonds and Rust" (Extended Version) – 0:02

## Thành phần tham gia
- Billy Milano – hát
- Scott Ian – guitars, hát nền
- Dan Lilker – bass, hát nền
- Charlie Benante – trống, guitar solo trong "United Forces"